# Neal Shusterman

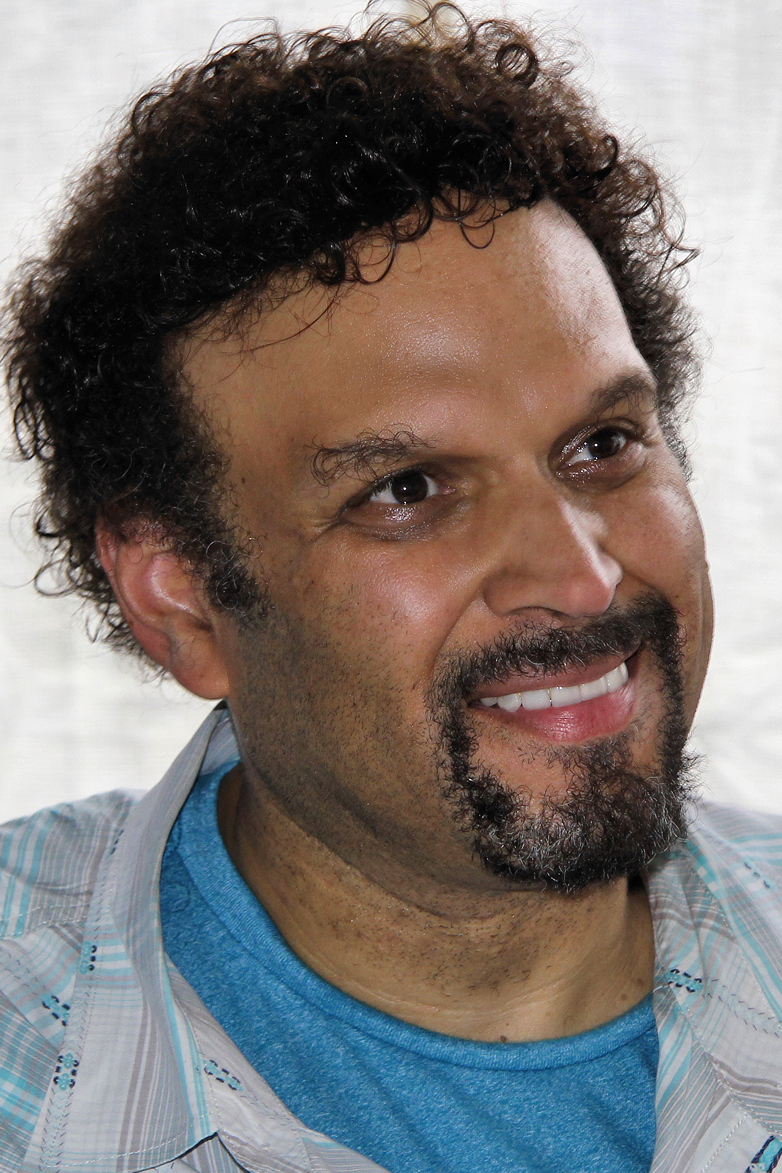
Neal Shusterman

Neal Shusterman (* 12. November 1962 in  New York) ist ein US-amerikanischer Schriftsteller, der vor allem für seine Jugendliteratur und Science-Fiction-Werke bekannt ist. Er hat zahlreiche Romane verfasst, die vielfach ausgezeichnet wurden.

## Biografie
Neal Shusterman wurde im New Yorker Stadtbezirk Brooklyn geboren und wuchs in Mexiko-Stadt auf, bevor seine Familie schließlich nach Kalifornien zog, wo er Psychologie und Theaterwissenschaften studierte.
Seine Schriftstellerkarriere begann in den frühen 1980er Jahren mit dem Veröffentlichen von Thrillern und Mystery-Romanen für Erwachsene. Sein Durchbruch in der Jugendliteratur gelang ihm in den 1990er Jahren mit dem Roman The Eyes of Kid Midas (1992), welcher ihm den Preis California Young Reader Medal einbrachte.
Mit seiner Romanreihe Vollendet (ab 2007) schuf Shusterman ein dystopisches Werk, das von der Kritik hoch gelobt und von den Lesern begeistert aufgenommen wurde. Die Geschichte spielt in einer Gesellschaft, in der Jugendliche im Alter von 13 bis 18 Jahren „umgewandelt“ werden können: Sie werden getötet, in ihre Einzelteile zerlegt und ihre Organe werden an Bedürftige transplantiert. Die Bücher wurden zu Bestsellern und erhielten mehrere Auszeichnungen.
Ein weiterer Erfolg folgte mit der Scythe-Trilogie, bestehend aus Die Hüter des Todes (2016), Der Zorn der Gerechten (2018) und Das Vermächtnis der Ältesten (2019). Diese Serie handelt von einer futuristischen Welt, in der der Tod besiegt wurde und eine Gruppe von Auserwählten, die Scythe genannt werden, für die Bevölkerungskontrolle zuständig ist. Die Trilogie erhielt begeisterte Kritiken und festigte Shustermans Ruf in der Science-Fiction-Literatur.

## Auszeichnungen
- 2005 Boston Globe–Horn Book Award.[1]
- 2008 California Young Reader Medal für The Schwa Was Here.[2]
- 2015 National Book Award for Young People’s Literature und the Golden Kite Award for Fiction für Kompass ohne Norden.[3][4][5]
- 2017 Micheal L. Printz Award Honour Book für Scythe.
- 2019 Young Hoosier Book Award (Middle Grade) für Scythe[6]
- 2019 Deutscher Jugendliteraturpreis für Kompass ohne Norden

## Werke

### Scythe-Reihe (Arc of a Scythe)
1. Die Hüter des Todes
2. Der Zorn der Gerechten
3. Das Vermächtnis der Ältesten
4. Gleanings (Kurzgeschichten)

### Vollendet-Reihe (Unwind)
1. Die Flucht
2. Der Aufstand
3. Die Rache
4. Die Wahrheit

### Romane
- Kompass ohne Norden
- Dry
- Game Changer
- Roxy
- All Better Now